# California Fever
California Fever è una serie televisiva statunitense in 10 episodi trasmessi dalla CBS nel corso di una sola stagione nel 1979.
Prima della trasmissione del primo episodio, la serie doveva intitolarsi We're Cruising.

## Trama
Un gruppo di adolescenti di Los Angeles vive una vita fatta di discoteche, spiagge, surf, sesso e musica. Tra di essi vi sono Vince Butler, Ross Whitman, Laurie e Rick.

## Personaggi
- Rick (10 episodi, 1979), interpretato da	Lorenzo Lamas, proprietario del Rick's Place a Sunset Beach.
- Ross Whitman (10 episodi, 1979), interpretato da	Marc McClure.
- Vince Butler (10 episodi, 1979), interpretato da	Jimmy McNichol.
- Laurie Newman (10 episodi, 1979), interpretata da	Michele Tobin.
- Bobby (3 episodi, 1979), interpretato da	Cosie Costa.

## Produzione
La serie fu prodotta da Lou Step Productions e Warner Bros. Television. Il titolo di lavorazione fu We're Cruisin. Tra i registi della serie è accreditato Alan Myerson.

## Distribuzione
La serie fu trasmessa negli Stati Uniti nel 1979 sulla rete televisiva CBS. 
In Italia è stata trasmessa con il titolo California Fever su Raiuno.

## Episodi
| Stagione       | Episodi | Prima TV USA |
| -------------- | ------- | ------------ |
| Stagione unica | 10      | 1979         |